# Conus bartschi
Espèce
Statut de conservation UICN

 LC  : Préoccupation mineure
Conus bartschi est une espèce de mollusques gastéropodes marins de la famille des Conidae.
Comme toutes les espèces du genre Conus, ces escargots sont prédateurs et venimeux. Ils sont capables de « piquer » les humains et doivent donc être manipulés avec précaution, voire pas du tout.

## Description
La taille de la coquille varie entre 22 mm et 50 mm.

## Distribution
Cette espèce marine est présente dans le Golfe de Californie, l'ouest du Mexique, jusqu'au Costa Rica.

### Niveau de risque d’extinction de l’espèce
Selon l'analyse de l'UICN réalisée en 2011 pour la définition du niveau de risque d'extinction, cette espèce est présente de la Basse Californie, au Mexique, jusqu'au nord de la Colombie et dans les îles Galapagos. Il n'y a pas de menaces connues. Cette espèce est classée dans la catégorie préoccupation mineure.

## Taxonomie

### Publication originale
L'espèce Conus bartschi a été décrite pour la première fois en 1949 par les malacologistes américains G. Dallas Hanna et Archibald McClure Strong (d) dans la publication intitulée « Proceedings of the California Academy of Sciences »,.

### Synonymes
- Conus (Stephanoconus) bartschi G. D. Hanna & A. M. Strong, 1949 · appellation alternative
- Conus andrangae Schwengel, 1955 · non accepté
- Stephanoconus bartschi (G. D. Hanna & A. M. Strong, 1949) · non accepté

## Identifiants taxonomiques
Chaque taxon catalogué par les bases de données biologiques et taxonomiques possède un identifiant qui permet d'établir un point de référence. Les identifiants de Conus bartschi dans les principales bases sont les suivants :
CoL : XWZ4 - GBIF : 5193238 - iNaturalist : 328675 - IRMNG : 10719924 - SeaLifeBase : 75322 - TAXREF : 6325 - UICN : 192724 - 